# Kallenbrock
Kallenbrock ist ein Ortsteil der Gemeinde Wrestedt in der Samtgemeinde Aue im niedersächsischen Landkreis Uelzen. 

## Geografie und Verkehrsanbindung
Der Ort liegt südlich des Kernortes Wrestedt und südlich von Uelzen. 
Südwestlich von Kallenbrock hat der Bornbach seine Quelle. Er fließt westlich durch das 283 ha große Naturschutzgebiet Bornbachtal. Östlich erheben sich die Wierener Berge, die eine Höhe von 136 Metern (Hoher Berg) erreichen.
Die B 4 (= B 191) verläuft westlich und der Elbe-Seitenkanal östlich.

## Vereine
In Kallenbrock gibt es den Schützenverein Kallenbrock und Umgebung e. V., den Spielmanns- und Bläserzug Kallenbrock und die Freiwillige Feuerwehr Nienwohlde-Kallenbrock.